# Мора Де Санктис
Мора Де Санктис (итал. Morra De Sanctis) је насеље у Италији у округу Авелино, региону Кампанија.
Према процени из 2011. у насељу је живело 573 становника. Насеље се налази на надморској висини од 835 м.

## Становништво
Према резултатима пописа становништва 2011. у општини је живело 1.309 становника.
| 1931. | 1936. | 1951. | 1961. | 1971. | 1981. | 1991. | 2001. | 2011. |
| ----- | ----- | ----- | ----- | ----- | ----- | ----- | ----- | ----- |
| 2.637 | 2.870 | 2.902 | 2.739 | 2.397 | 2.358 | 1.871 | 1.408 | 1.309 |